# Ла-Кампана — Пеньюэлес
Ла-Кампана — Пеньюэлес — биосферный резерват Чили. Включает национальный парк Ла-Кампана и национальный заповедник Лаго-Пеньюэлес. С 1984 года входит во всемирную сеть биосферных резерватов.

## Физико-географическая характеристика
Биосферный резерват находится на территории провинций Вальпараисо и Кильота. Биосферный резерват комплексный и состоит из нескольких разделённых зон: 6 на территории национального парка Ла-Кампана и 7 на территории национального заповедника Лаго-Пеньюэлас. Кроме того резерват включает следующие охраняемые территории: Uatumã Biological Reserve, Rio Negro Ecological Reserve, Jaú National Park, Juami-Japurá Ecological Reserve, Javari-Solimões Ecological Reserve.
На территории резервата расположены горы Эль-Робле (2222 м) и Ла-Кампана (1920 м). Высота над уровнем моря колеблется от 350 до 2222 метров.
Водохранилище Пеньюэлес снабжает водой города Вальпараисо и Винья-дель-Мар.

## Флора и фауна
Основными видами растительности на территории резервата являются Crinodendron patagua, Persea lingue, Dasyphyllum excelsum и Beilschmiedia miersii. Кроме того произрастают Cryptocarya alba, Peumus boldus и Quillajasaponaria, лиственные леса Nothophagus obliqua и пальмы Jubaea chilensis. В зарослях кустарника можно встретить Acacia caven, Schinus polygamus, а выше над уровнем моря Puya chilensis, Puya coerulea, Puya berteroniana. На плантациях выращивают индуцированные виды Pinus and Eucalyptus.
На территории резервата обитают такие млекопитающие виды как (Dusicyon culpaeus) и (Южноамериканская лисица). Среди птиц (Агуйа), (Buteo polyosoma) и (Mimus thenca).

## Взаимодействие с человеком
По данным 1984 года на территории резервата проживало 12 человек. Более 57 тысяч туристов, включая тысячу интернациональных, посещают резерват ежегодно. По другим данным резерват посещает 80 тысяч туристов ежегодно. В резервате также ведутся образовательные программы.
Управляющей организацией является CONAF — национальная лесная корпорация.